# Chorągiew Konna Gidów
Chorągiew Konna Gidów – oddział jazdy Armii Księstwa Warszawskiego.
Gidami nazywano konne oddziały pełniące funkcje przewodników maszerujących kolumn wojskowych. Oddziały te stanowiły również eskorty wyższych dowódców lub wypełniały zadania kurierów.

## Formowanie i działania oddziału
Chorągiew sformowano w maju 1809 roku. Rozkaz Naczelnego Wodza o sformowaniu stanowił: „Chcąc dowód mego szacunku i zaufania do Polaków obywateli Galicji, wzywając szlachtę ich młodzież do czynienia służby wojskowej przy moim boku, postanawiam, niezwłocznie utworzyła się w Lublinie chorągiew konną Przewodnich moich, której organizatorem i komendantem mianuję niniejszym mego adiutanta Stanisława Miączyńskiego [...] Spodziewam się, iż młodzież ocenić potrafi zaszczyt być pierwszą zawołaną do oswobodzenia ojczyzny i przyłożenia się do dobra jej i sławy i zasłużę na chlubne walecznych nagrody"
Skład oddziału stanowiło trzech oficerów, sztandarowy, trzynastu podoficerów, dwóch trębaczy i sześćdziesięciu przewodnich. Pochodzili oni z zamożnych rodzin, a służbę pełnili bez żołdu. Każdy z nich miał służącego i trzy konie.
W czasie wojny polsko-austriackiej gidowie stanowili osobistą ochronę Naczelnego Wodza. Byli też wykorzystywani jako konni kurierzy Sztabu Generalnego. 27 listopada 1809 roku oddział został rozformowany, a większość jego żołnierzy otrzymała stopnie oficerskie i pełniła dalszą służbę w innych oddziałach. Dowódca oddziału, Stanisław Miączyński, awansowany został do stopnia podpułkownika i dalej pełnił służbę u boku księcia Poniatowskiego jako jego adiutant.

## Umundurowanie

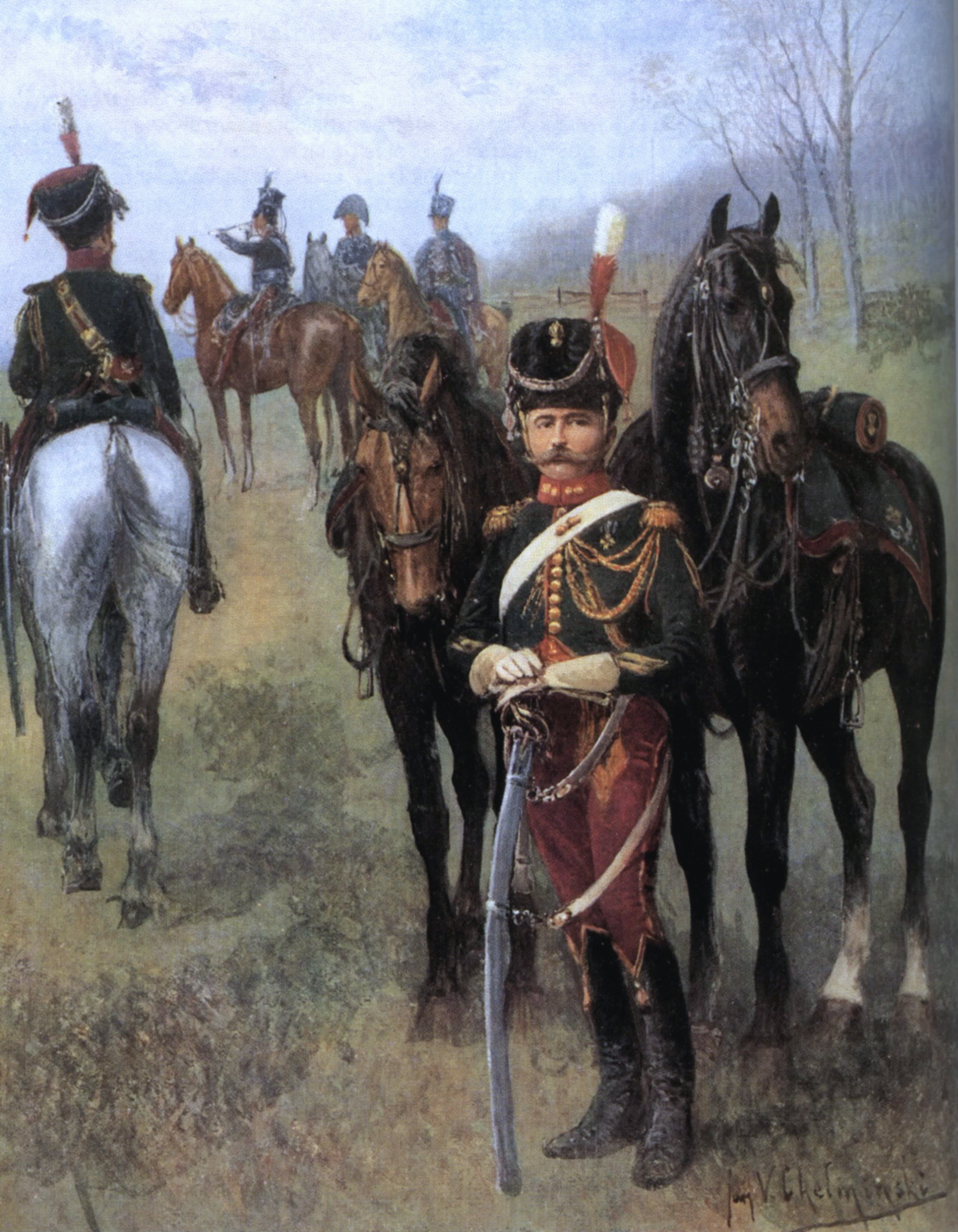
Gid na obrazie Jana Chełmińskiego

Mundur gidów wzorowany był na mundurze strzelców konnych. Składał się z ciemnozielonego fraka z karmazynowym kołnierzem i wypustką, białej kamizelki szamerowanej na wzór huzarski złotymi nićmi oraz karmazynowych rajtuzów ze złotym lampasem wpuszczonych w cholewy huzarskich butów. Czapka futrzana z zielono-karmazynową kitą, karmazynową flamą i białymi kordonami. Epolety, guziki oraz sznury naramienne barwy złotej.
Mundur trębacza stanowił kolorystyczną odwrotność gidowych mundurów. Frak był karmazynowy z zielonym kołnierzem i zielone spodnie z żółtym lampasem, bermyca ozdobiona była sznurem żółto-karmazynowym i kitą karmazynowo-zieloną. Akselbanty żółto-karmazynowe.
Biały mundur trębacza wzorowany był na huzarskim. Zamiast czaka noszono czarną bermycę.
Dołman i mentyk zdobiony pętlicami i guzami. Odrębność narodową podkreślano orłami haftowanymi na czaprakach i orłami na szabeltasach trębaczy. Uzbrojenie gidów stanowiły szable i pistolety.

## Żołnierze
- Władysław Mniszek-Tchorznicki[5]